# Pingyuan, Fujian
Pingyuan (kinesiska: 平原) är en köping i sydöstra Kina. Den ligger på Pingtanön i Pingtan härad i provinshuvudstaden Fuzhou i provinsen Fujian, omkring 67 kilometer sydost om centrala Fuzhou. Antalet invånare är 15041. Befolkningen består av 8 239 kvinnor och 6 802 män. Barn under 15 år utgör 22,0 %, vuxna 15-64 år 65 %, och äldre över 65 år 11,0 %.